# Digawana
Digawana è un villaggio del Botswana situato nel distretto Meridionale, sottodistretto di Barolong. Il villaggio, secondo il censimento del 2011, conta 3.296 abitanti.

## Località
Nel territorio del villaggio sono presenti le seguenti 1 località:
- Mmabelemo di 1 abitante